# Deusas Tenma
As deusas Tenma (em tibetano: bsTan ma ou brTan ma) são doze deidades guardiãs no budismo tibetano. Na hierarquia, eles caem sob Palden Lhamo, uma das oito deidades de Dharmapala. Outras vezes, fazem parte da comitiva da deusa bönpo Sidpa Gyalmo. Antigamente, dizia-se que as 12 Tenma eram protetoras locais do Tibete antes da disseminação do budismo até chegarem à Caverna Asura de Padmasambhava, na região de Pharping, no Nepal, enquanto Padmasambhava subjugava muitas deidades e espíritos. Algumas histórias dizem que as deusas eram hostis à disseminação do budismo durante esse período, enquanto outras diziam que elas se recusavam a dar sua essência de vida a Padmasambhava e queriam continuar protegendo o Tibete. De qualquer forma, Padmasabhava as derrotou e vinculou-as a um juramento para proteger o Darma.

## Deidades
As irmãs são também conhecidas no budismo tibetano como as doze mamos da suprema beatitude e em três divisões consistem como as quatro demônios femininas, quatro menmos e quatro yakshinis; ou, segundo o Tukdrub Yangdü de Ratna Lingpa, as três classes são dümo, nöjin e menmo.
Acredita-se que as doze Tenma sejam subordinadas ao grupo das Tshe ring mched lnga (Cinco Irmãs da Longa Vida). A lista dos nomes mais recorrentes segue abaixo; outras listas alternativas aparecem em Oracles and Demons of Tibet, por René de Nebesky-Wojkowitz:
1. rDo rje kun grags ma
2. rDo rje g.ya' ma skyong
3. rDo rje km tu bzang (rDo rje kun bzang ma)
4. rDo rje bgegs kyi glso
5. rDo rje spyan gcig ma
6. rDo rje dpal gyi yum (rDo rje khyung btsun ma)
7. rDo rje klu mo
8. rDo rje drag mo rgyal (rDo rje grags mo rgyal, rDo rje grags rgyal ma)
9. rDo rje bod khams skyong (rDo rje dpal mo che)
10. rDo rje sman gcig ma
11. rDo rje g.ya' ma bsil (rDo rje dbyar mo bsil, rDo rje g.ya' mo sil, rDorje g.yar mo bsil)
12. rDo rje gzugs legs ma (rDo rje dril bu gzugs legs ma, rDo rje zu le sman)

A seguinte versão de grafia a partir do Palchen Düpa do ciclo Longchen Nyingthig:
1. Tseringma
2. Töna Dorje Yamakyong
3. Nöjin Gang La Kunzangmo
4. Drokchen Khordul Gekkyi Tso
5. Jomo Gangrar Chenchikma
6. Changna Khading Lumo Gyal
7. Kharak Dorje Khyung Tsunma
8. Machen Pomrar Drakmogyal
9. Gongtsun Demo Bökham Kyong
10. Dragtsan Dorje Menchikma
11. Jomo Nakgyal Yarmo Sil
12. Wuna Dorje Zulemen

Elas também possuem nomes secretos.

## Oráculo de Tenma
Dorje Dragmo Gyal é a principal deidade que falava através do oráculo no mosteiro Drepung, mas outros consideraram a deidade Dorje Yudronma como a líder do grupo. A última mulher a servir de oráculo estatal oficial do Tibete que diz ter sido possuída por deusas Tenman foi Lobsang Tsedron, que serviu até 1959. Ela relatou que sua linhagem oracular é hereditária, com suas antepassadas também sendo oráculos de Tenma. Afirmou também que havia apenas quatro oráculos oficiais do Estado tibetano antigamente: o oráculo de Nechung, o oráculo do tempo no mosteiro Gadong, Tsiumar e ela como oráculo de Tenma, e que entre todos os oráculos apenas ela detinha assento de mesmo nível ao do Dalai Lama e era o único oráculo feminino significante. Os oráculos de Tenma tinham a obrigação de comparecer à presença dos dalai-lamas regularmente (a partir do 14º Dalai Lama, registra-se que a convocação ocorreu uma vez ano).
Antes de se oficializar como oráculo, relata-se a realização de iniciações com treinamentos, rituais e retiros. Lobsang tinha 22 anos quando foi considerada aberta para receber a deidade em seu corpo e foi investida com um título pelo Dalai Lama, com a ocorrência de uma celebração visitada por diversos altos lamas em Drepung. Diferente de outras mulheres tibetanas, a única que podia entrar no templo de Tandrin em Drepung era a médium de Tenma.
Quase diariamente ela era entrava em estado de possessão em sua casa, preparando-se com todo vestuário da deidade, incluindo o espelho (melong): semelhante às roupas cerimoniais do oráculo de Nechung, porém sem o capacete. O oráculo de Tenma utilizava uma coroa de ouro adornada de pérolas. Atendia a cerca de 20 ou 30, e até 50 pessoas, em geral requisitando respostas a problemas cotidianos, enquanto ministros do gabinete de governo consideravam esse oráculo infalível.
Em Dharamsala, Índia, existe um oráculo de Tenma, para o qual uma jovem tibetana é a kuten, que significa literalmente "a base física". Recentemente, reporta-se em um evento com a presença do Dalai Lama que mais de uma mulher estiveram a serviço como oráculos a alguma deidade Tenma: Tsering Ché-nga, Kharak Khyung Tsün, Dorje Yamakyong e Machen Pomra.